# Amphibologyne
- Commons
- Wikispecies

Amphibologyne Brand  é um gênero de plantas pertencente à família Boraginaceae.

## Espécies
Apresenta uma única espécie:
- Amphibologyne mexicana (M.Martens & Galeotti) Brand